# Heinz Goll

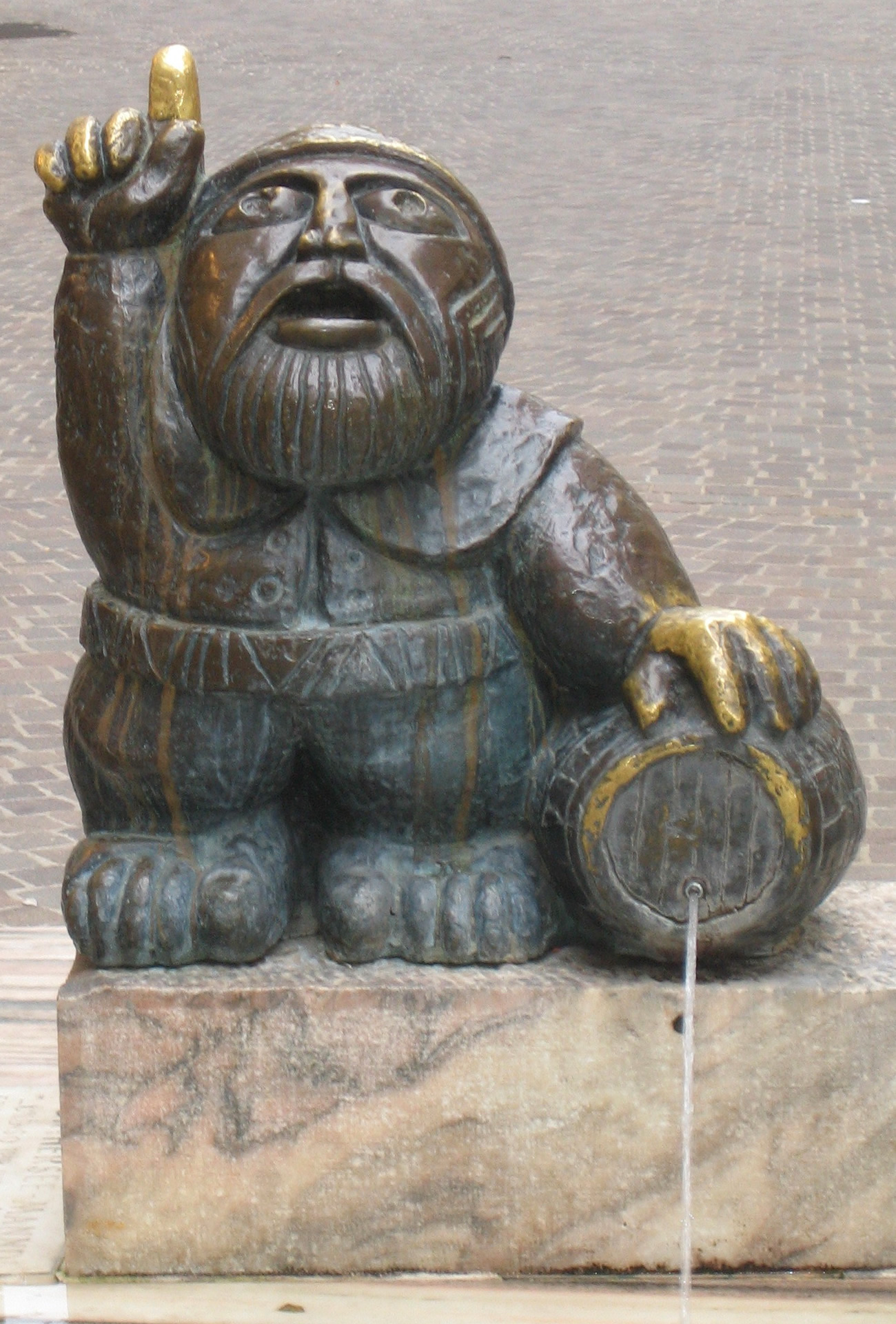
"L'Omino del Wörthersee", plastico metallico, 1962

Hannes Heinz Goll (Klagenfurt, 31 agosto 1934 – Bogotà, 27 gennaio 1999) è stato un pittore, scultore e incisore austriaco, colombiano.

## Cronologia biografica
- 1964: Apertura del "Grüne Galerie" (Galleria Verde) a Klagenfurt
- 1970: Apertura del colectivo de arte a Mieger 1970
- metà degli anni  1970 emigra in Venezuela (Caracas)
- 1979: trasferisce a Sibaté, Cundinamarca, Colombia